# 季达尔·哈姆扎
季达尔·马拉托维奇·哈姆扎（1997年2月15日—），哈萨克斯坦男子柔道运动员，2016年亚洲柔道锦标赛男子73公斤级银牌得主、2018年亚洲运动会男子81公斤级金牌得主和混合团体银牌得主、2022年亚洲柔道锦标赛男子90公斤级铜牌得主。